# Fokker Spin
El Fokker Spin va ser el primer avió construït pel pioner neerlandès de l'aviació Anthony Fokker. Els cables de reforç van fer que l'avió s'assemblés a una gran aranya, d'aquí el seu nom Spin ("aranya", en neerlandès).

## Disseny i desenvolupament
Fokker, mentre estudiava a Alemanya, va construir el Spin el 1910 juntament amb Jacob Goedecker i el seu soci Franz von Daum, que va adquirir el motor. L'avió es va iniciar com un disseny experimental de Fokker que li proporcionaria un mitjà per explorar el seu interès en el vol. Mentre que el primer Spin va ser destruït quan von Daum es va estavellar contra un arbre, el motor era encara recuperable i es va utilitzar en la segona versió.
Una segona versió del Spin va ser construïda poc després, en la qual Fokker va aprendre a volar i va obtenir la seva llicència de pilot. Aquest avió també va ser irreparablement danyat per von Daum.

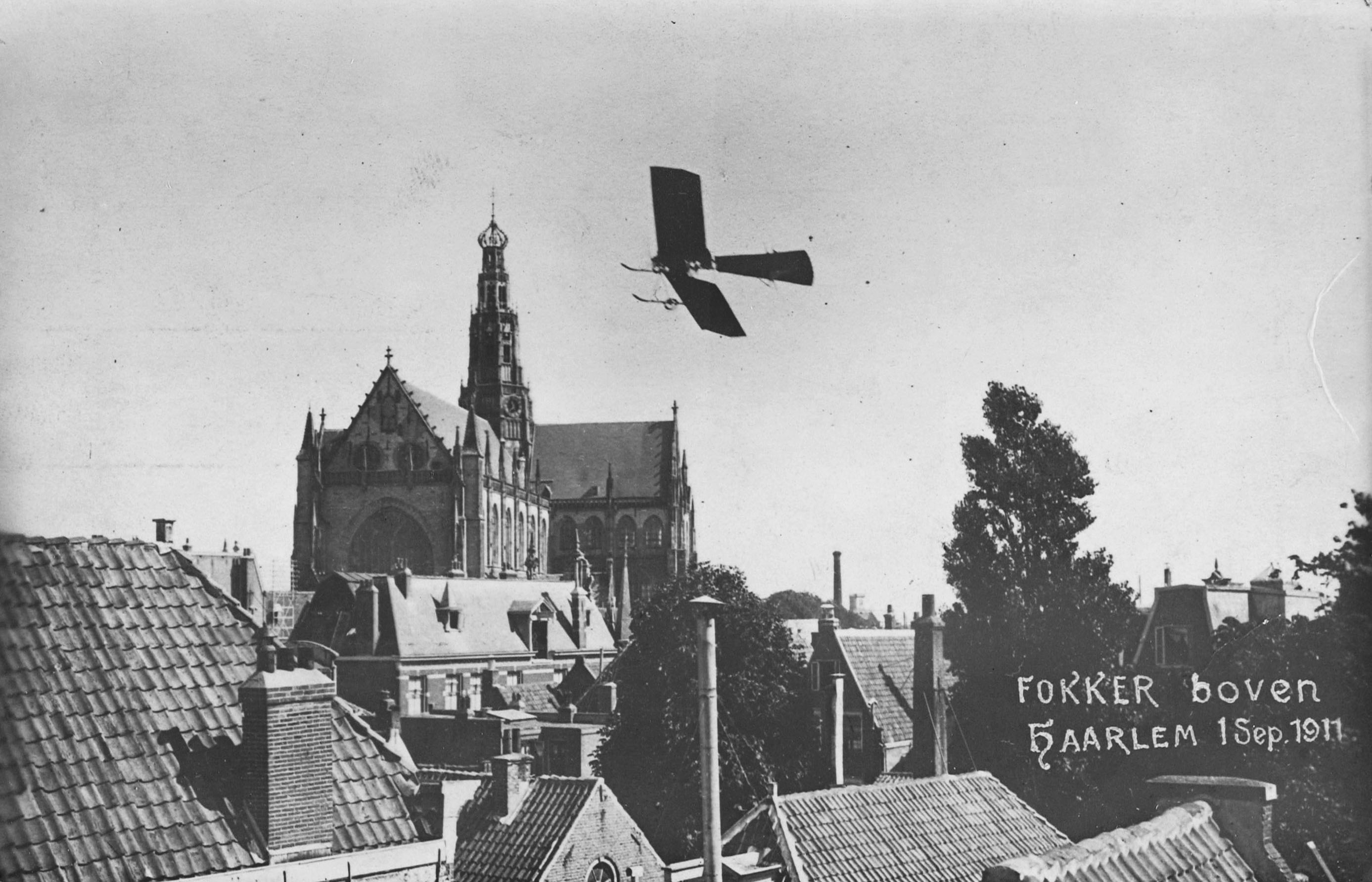
En el seu Spin, Fokker vola al voltant de Grote Kerk a Haarlem, l'1 de setembre de 1911.

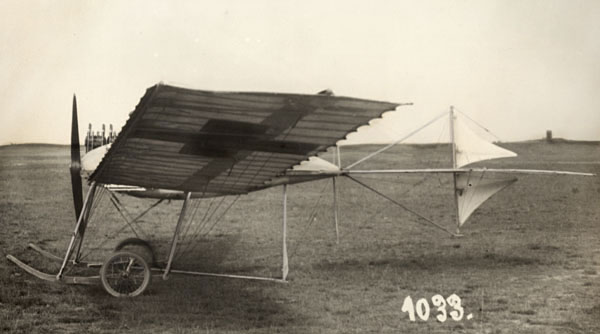
Un Fokker Spin III.

Amb el tercer model, Fokker va saltar a la fama al seu país natal, els Països Baixos, volant al voltant de la torre de l'església de Grote o St.-Bavokerk a Haarlem el 31 d'agost de 1911. I va saltar a la seva fama per volar en aquesta data, ja que era l'aniversari de la reina Wilhelmina. Després d'aquest èxit, va fundar una fàbrica d'avions i escola de vol prop de Berlín. Allí, els M.1 a M.4 es van desenvolupar per a l'Exèrcit alemany, basats en el Spin.
El M.1 va ser un monoplà biplaça construït en petites quantitats, com el M.3. Va volar per primera vegada el 1911 i el 1913 havia estat transferit a les escoles militars de vol. El M.2 va ser una autèntica versió militar del Spin. L'avió tenia un motor Argus o Mercedes de 75 kW (100 CV) i era capaç d'arribar els 97 km/h. Més tard es van ordenar deu M.2 per 299.880 marcs, inclosos deu camions Daimler per traslladar els avions amb l'Exèrcit, segons els plans de la Caserna General Alemany de l'època. El M.3 va ser un avió molt refinat amb fuselatge aerodinàmic, que va volar per primera vegada el 1912. El M.4 va ser desenvolupat del M.3, i incloïa una roda de morro. No va obtenir més vendes.
De 1912 a 1913, es van construir un total de 25 Fokker Spin (incloent uns pocs biplaces), usats en la seva majoria per a l'entrenament de pilots.

### Construcció
El fuselatge simplement consistia en dos travessers de fusta amb trams creuats en els quals el pilot s'asseia i en els quals un motor Argus de quatre cilindres estava muntat al davant. Els radiadors estaven emplaçats als costats del fuselatge. Les ales i la cua consistien en dos tubs d'acer amb costelles de bambú. El tren d'aterratge també estava construït de tubs d'acer. Tota l'estructura es mantenia unida mitjançant cables d'acer. Les versions posteriors van tenir un fuselatge més aerodinàmic.

## Versions
Spin
Avió experimental monoplà, tres construïts en tres diferents versions.
M.1
Versió del Spin dedicada a l'escola.
M.2
Versió militaritzada del M.1.
M.3
Versió refinada amb fuselatge aerodinàmic.
M.4
Derivat del M.3 amb roda de morro.

## Supervivents
Un dels últims Spin va ser traslladat per Fokker als Països Baixos després de la Primera Guerra Mundial. Estava incomplet i va ser reconstruït a principis dels anys 20. Durant la Segona Guerra Mundial, l'avió va ser traslladat a un museu d'aviació de Berlín com a trofeu de guerra pels alemanys, que havien ocupat els Països Baixos. Després de la guerra va ser portat a Polònia. Fins al 1986 no va tornar als Països Baixos, on va ser restaurat. Un segon Spin supervivent va ser construït per personal de Fokker el 1936 per commemorar el 25è aniversari del primer vol de Fokker. Tots dos avions estan preservats en el museu d'aviació Aviodrome a l'aeroport de Lelystad, Països Baixos.

## Especificacions
- Motor: Argus de 4 cilindres refrigerada per aigua (100 CV)
- Màxima velocitat: 113km/h